# Love Unlimited
«Love Unlimited» (Любовь без границ) — песня в исполнении болгарской певицы цыганского происхождения Софи Мариновой, представляющая Болгарию на музыкальном конкурсе «Евровидение 2012». В тексте песни фраза «Я люблю тебя» произносится на десяти языках.

## Информация о песне
Музыку для песни создали композиторы Ясен Козев и Крум Георгиев, работавшие с участником Евровидения 2010 от Болгарии Мирославом Костадиновым. Песня была записана Софи Мариновой ещё за 6-7 до её участия в отборочных этапах на конкурс.
Автором текста «Love Unlimited» стала Донка Василева. Текст песни написан на болгарском языке, но фраза «Я люблю тебя» повторяется на десяти разных языках:
1. Seviyorum seni — турецкий язык
2. Σ' αγαπάω πολύ /sagapao poli/ — греческий язык
3. Yo te quiero a ti — испанский язык
4. Volim te / Волим те — сербохорватский язык
5. Теб обичам /teb obicham/ — болгарский язык
6. But dehaftu mange — цыганский язык
7. Voglio bene a te — итальянский язык
8. Mən səni sevirəm — азербайджанский язык
9. Je t’aime — французский язык
10. I love you so much («я очень тебя люблю») — английский язык, финальная строка песни

После предварительных отборочных этапов полуфинальный отбор Болгарии состоялся 14 января 2012 года. На этом этапе песня «Love Unlimited» заняла второе место в SMS-голосовании зрителей и пятое место по оценкам профессионального жюри (2162 SMS голосов и 93 балла), уступая первое место певице Деси Слава (DESS) с песней «Love is Alive» (2396 SMS голосов и 148 баллов от жюри). В финале, состоявшемся 29 февраля, Софи Маринова заняла первое место в SMS-голосовании и третье место по оценкам жюри, а Деси Слава стала второй по голосованию и не вошла в топ-3 у жюри. Первое место по баллам жюри заняла группа New 5, но, согласно правилам, результат SMS-голосования при объявлении итогов является приоритетным.